# Les Épaves
 (octobre 2016).
Si vous disposez d'ouvrages ou d'articles de référence ou si vous connaissez des sites web de qualité traitant du thème abordé ici, merci de compléter l'article en donnant les références utiles à sa vérifiabilité et en les liant à la section « Notes et références ».
Les Épaves est un recueil de 23 poèmes de Charles Baudelaire publié en 1866. Ce recueil est publié après le procès du 20 août 1857 pour « outrage à la morale publique et aux bonnes mœurs ».
Réfugié en Belgique après une condamnation à trois mois de prison pour dettes le 22 avril 1863, Auguste Poulet-Malassis y publie  Les Épaves en février 1866. Pour cette raison, il sera condamné le 6 mai 1866 par le tribunal correctionnel de Lille.
Ce recueil est constitué de trois parties. :
- un premier chapitre composé d'un seul poème (poème I) ;
- un second chapitre Pièces condamnées tirées des Fleurs du Mal (poèmes II à XX);
- un troisième chapitre Bouffonneries constitué de trois poèmes.

Il est précédé de cet « avertissement au lecteur ». : 
Ce recueil est composé de morceaux poétiques pour la plupart condamnés ou inédits, auxquels M. Charles Baudelaire n'a pas cru devoir faire place dans l'édition définitive des Fleurs du Mal.
Cela explique son titre.
M. Charles Baudelaire a fait don, sans réserve, de ces poèmes à un ami qui juge à propos de les publier, parce qu'il se flatte de les goûter et qu'il est à un âge où l'on aime encore à faire partager ses sentiments à des amis auxquels on prête ses vertus.
L'auteur sera avisé de cette publication en même temps que les deux cent soixante lecteurs probables qui figurent à peu près — pour son éditeur bénévole, — le public littéraire en France, depuis que les bêtes y ont décidément usurpé la parole sur les hommes.
Signé [C. B.]